# Moisés Peñalver Núñez
Moisés Peñalver Núñez (Jerez de la Frontera, Cádiz, 13 de enero de 1961) es un periodista, guionista y escritor español.

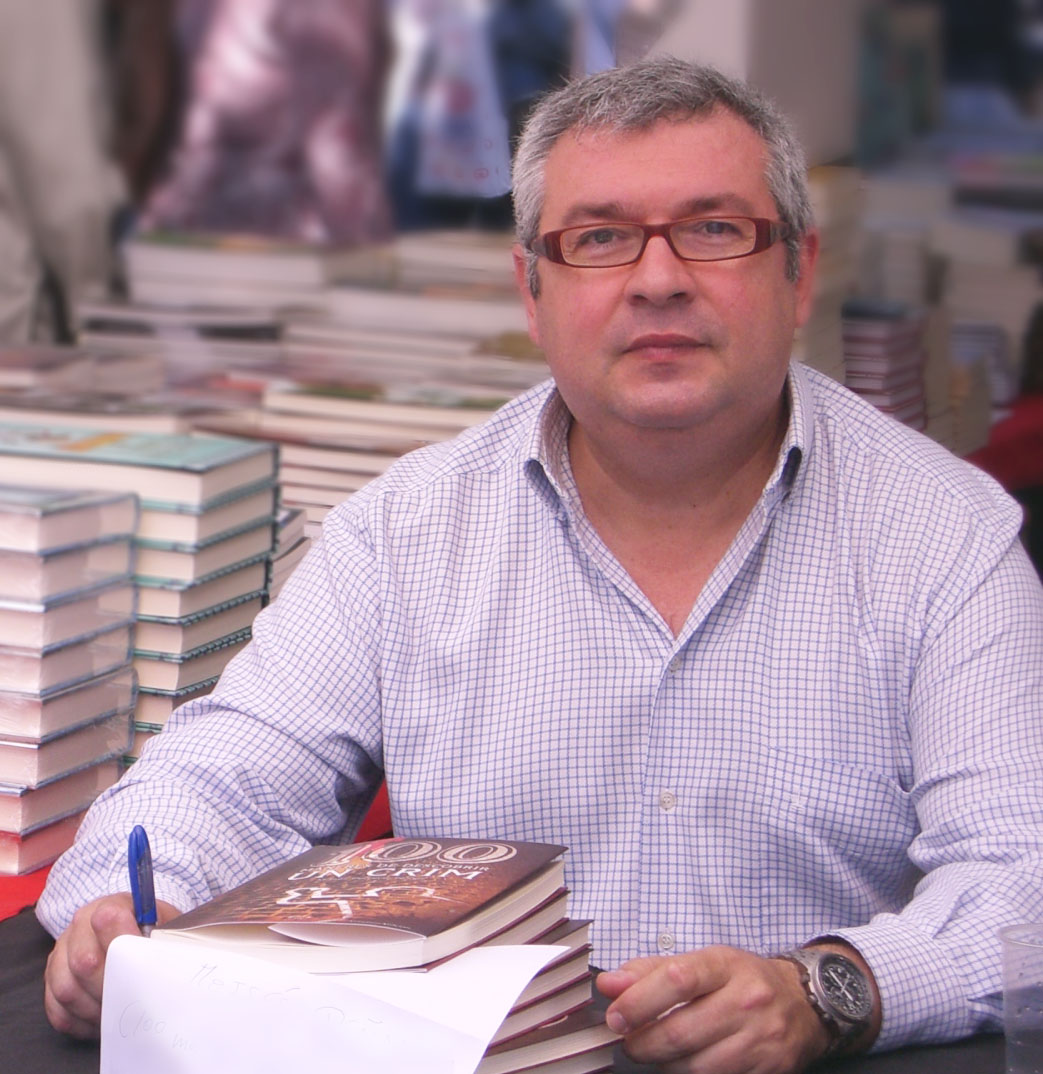
Moisés Peñalver firma libros el Día de Sant Jordi, en Barcelona.

## Biografía
Empezó a principios de los años 80 como periodista en el Diari de Tarragona para posteriormente colaborar en la fundación del diario Europa Sur. Trabajó también para Canarias7, donde cubrió la zona sur de Las Palmas de Gran Canaria durante un año.
A principios de los noventa regresó a Tarragona para liderar la sección de sucesos del periódico, especializándose así en temas relacionados con el crimen, la policía y los procesos judiciales. Combinaba los sucesos con reportajes sobre el mundo del motor de manera que más tarde colaboraría con la revista de socios del RACC en Barcelona.
Dejaría de lado el periodismo para incorporarse al equipo de guionistas de la productora El Terrat, liderada por Andreu Buenafuente, donde colaboró en programas como Fent Amics, Set de Nit, Dakitú con el zapping, Licencia para mirar, Vides de pel·lícula, Ui que difícil, 12 punts y Homo Zapping.
Paralelamente colaboró con la revista Playboy España para la que ha escrito diversos reportajes de tema policial, investigación, prisiones y temas sociales. De uno de estos reportajes surgió su primer libro El CSI español, donde narra algunos de los casos más importantes resueltos por la policía científica española en los últimos años.
Tras este primer libro encaminó su carrera como escritor hacia los temas relacionados con la policía. En Putas a la fuerza, editado por Lectio Ediciones, nos acerca al oscuro mundo de la trata de blancas a través de la historia de cinco jóvenes secuestradas en su país de origen para ser forzadas a prostituirse en España.
100 maneres de descobrir un crim es su primer libro en catalán dentro de la colección De 100 en 100 de Cossetània Edicions y, como su propio nombre indica, revela 100 técnicas mediante las cuales se puede descubrir a un criminal.
Colabora en el programa Via Lliure de la emisoria catalana de radio RAC1, donde dos domingos al mes nos relata un caso criminal que los oyentes debemos resolver mediante las pistas que él y la locutora Marta Cailà nos proporcionan.
Se formó como criminalista y es master en Infoanálisis y Asesoría Forense por la UAB. Actualmente estudia Derecho en la Universitat Rovira i Virgili de Tarragona.

## Libros
- El CSI español (2004)
- Putas a la fuerza (2006)
- 100 maneres de descobrir un crim (2009)
- Crims 3.0 (2013)

- Datos: Q6020725
- Multimedia: Moisés Peñalver Núñez / Q6020725